# Filioque

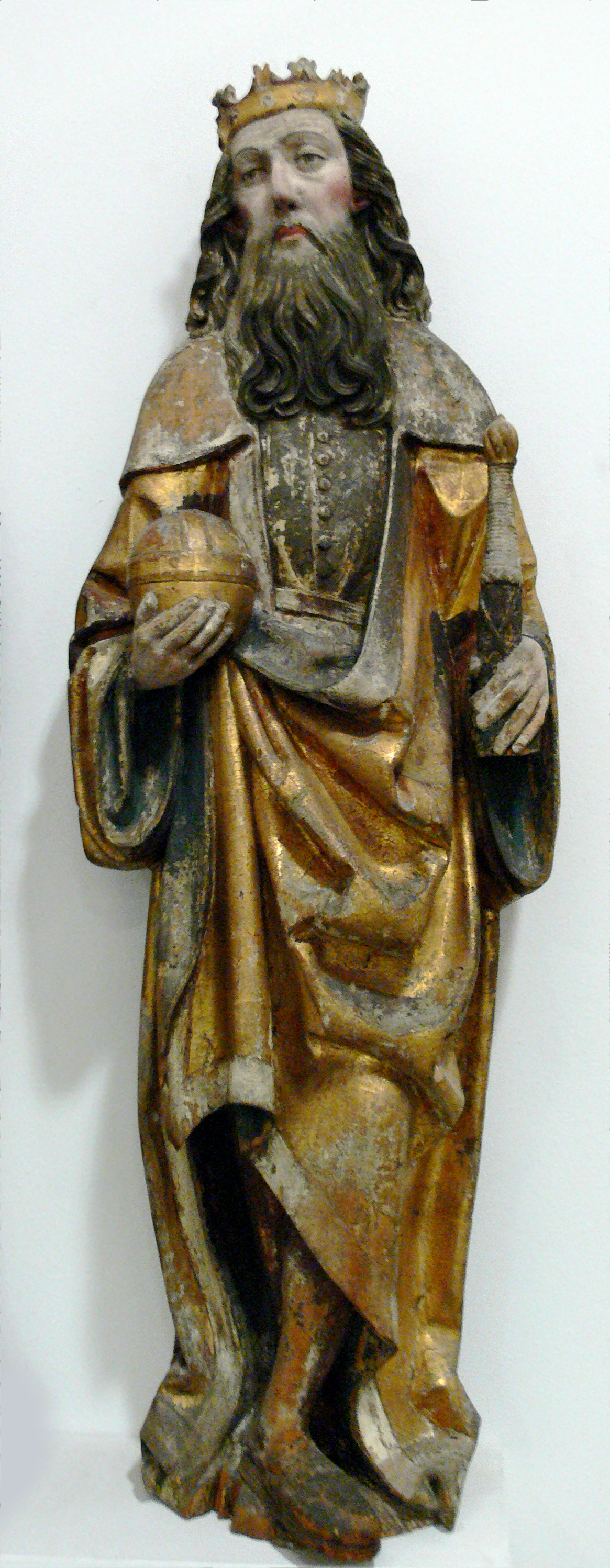
Św. Henryk, cesarz rzymski. Z okazji jego koronacji w 1014 r. po raz pierwszy odśpiewano w Rzymie Credo razem z Filioque.

Filioque (łac. i Syna) – łaciński termin, przedmiot i synonim sporu teologicznego prawosławia z katolicyzmem, a pośrednio też z protestantyzmem, o sformułowanie dogmatyczne zawarte w przyjętej przez Zachód wersji nicejsko-konstantynopolitańskiego wyznania wiary.
W następującym zdaniu Credo:

[credo] Et in Spiritum Sanctum, (...), qui ex Patre procedit.

Wierzę w Ducha Świętego (...), który od Ojca pochodzi

wstawiono wzmiankę o Synu:

[credo] Et in Spiritum Sanctum, (...), qui ex Patre Filioque procedit.

Wierzę w Ducha Świętego (...), który od Ojca i Syna pochodzi

## Historia

### Rozwój doktryny na Zachodzie
W pismach Ojców Kościoła zachodniego z IV w., Hilarego z Poitiers i Ambrożego z Mediolanu, znajdujemy pewne sformułowania przygotowujące Filioque, wypowiadane pod wpływem teologii greckiej. Dotyczyły one jednak tzw. ekonomii czyli historii zbawienia. Pierwszym, który wyraźnie stwierdził, że Duch pochodzi od Ojca i od Syna był Augustyn z Hippony, uczynił to w 418 r. w jednej ze swych homilii:

Ojciec dał to Synowi, aby to, co od Niego, to i od Syna pochodziło. (...) A więc jak Ojciec ma życie w sobie samym i tak też dał i Synowi, aby miał życie w sobie, tak dał Mu, aby z Niego pochodziło życie, jak pochodzi z Niego (Ojca).

W księdze XV, 26.47 De Trinitate Augustyn podkreślił, że sam Ojciec jest źródłem pochodzenia zarówno Syna, jak i Ducha Świętego, a więc Syn nie jest przyczyną istnienia Ducha w tym samym sensie co Ojciec. Stąd Augustynowa koncepcja Filioque nie sprzeciwiała się monarchicznej roli Ojca.
Augustyn widział jednak konieczność ukazania udziału Syna w pochodzeniu Ducha w łonie Trójcy, ze względu na poglądy arian. Według biskupa Hippony należało mówić, że Duch pochodzi od Ojca i Syna – „od obu”, gdyż doktryna o Trójcy, w której pochodzenie Ducha od Ojca wykluczałaby Syna, dostarczałaby argumentów arianizmowi.
Takie ujęcie tematu Trójcy Augustyn znał z pism antyariańskiego pisarza Hilarego z Poitiers (315-367), którego autorytet poważał. Podobnie w Kościołach greckich wypowiadali się Epifaniusz z Salaminy (315-403), a także Cyryl z Aleksandrii (378-444).
W symbolu wiary z Filioque pierwszy raz spotykamy się w aktach Synodu toledańskiego III (589 r.), kan. 2, choć najprawdopodobniej jest to wstawka późniejsza:

...jednakowo Duch Święty winien być przez nas wyznawany. Należy głosić, że pochodzi (procedere) od Ojca i od Syna, i z Ojcem i Synem jest jednej istoty (substantia).

Prawdziwe dysputy teologiczne rozpoczęły się jednak dopiero w wieku VIII. Na chrześcijańskim Zachodzie użycie Filioque było już wtedy szeroko rozprzestrzenione. Występuje ono m.in. w Liturgii gallikańskiej, zrekonstruowanej przez F.J. Mone, oraz w aktach Synodu we Fréjus (Synodus Foroiuliensis) z 791 r. i Synodu we Frankfurcie nad Menem (Synodus Francofordensis) z 794 r. Synod w Akwizgranie (Synodus Aquisgranensis), wsparty przez Karola Wielkiego, w 809 r. zwrócił się do papieża Leona III z prośbą, aby dodatek Filioque został przyjęty przez cały Kościół. Papież jednak nie zgodził się, ponieważ nie chciał nic dodawać do Symbolu. 
Przyczyną jego odmowy był zapis Soboru efeskiego (431), który, odczytany w sposób literalny i wyrwany z kontekstu, można było zrozumieć jako wolę Soboru, by nigdy już nie dodawano niczego - innej [przeciwnej prawdy] wiary (gr. πίστιν ἑτέραν - pistin heteran) - do Symbolu zatwierdzonego w Nicei w 325 r. Jednak według późniejszej korespondencji samego Cyryla Aleksandryjskiego, który przewodniczył Soborowi w Efezie, należało słowo ἑτέραν (heteran) rozumieć nie w sensie żadnej innej lecz w znaczeniu żadnej przeciwnej prawdy wiary w stosunku do prawd zawartych w Symbolu nicejskim. Tak też rozumieli to zdanie Ojcowie Soboru chalcedońskiego (451 r.), którzy też sami przyjęli nie tylko rozszerzony Symbol konstantynopolitański, lecz także włączyli weń definicje z Efezu i z Chalcedonu.  
Kolejnym istotnym wydarzeniem w procesie przyjęcia nowej formuły dogmatycznej na chrześcijańskim Zachodzie, było uroczyste odśpiewanie Credo z dodanym Filioque z okazji koronacji w Rzymie w 1014 r. cesarza Henryka II Świętego. Henryk specjalnie o to poprosił papieża Benedykta VIII, a ten przychylił się do prośby nowego cesarza.

### Reakcja teologów Wschodu
Jednym z głównych wschodnich oponentów Filioque w IX w. był patriarcha Konstantynopola Focjusz, swe argumenty przedstawił w dziele Mistagogia (13:338 AB; PG 102,279-392). Oprócz przedstawienia argumentów z pogranicza metafizyki i dogmatyki, patriarcha uważał, że Zachód, modyfikując Credo nicejsko-konstantynopolitańskie, jest niewierny wobec uchwał Soboru z 381 r. Szeroko polemizował z tezami teologów zachodnich, nie znał on jednakże w ogóle pism i argumentów wcześniejszych Ojców łacińskich: ani Augustyna w jego kontrowersji z arianizmem, ani Hieronima, ani też Ambrożego.

### Późne średniowiecze
Filioque zajął się po ponad dwóch stuleciach Sobór lyoński II (1274) za papieża Grzegorza X. Teolodzy prawosławni, zwani Grekami, twierdzili że dodanie Filioque przez Zachód świadczy o popadnięciu w błąd co do rozumienia istotowej jedności Osób Boskich, gdyż czyni z Ojca i Syna dwie niezależne zasady odwiecznego pochodzenia Ducha Świętego. Dyskusja na ten temat trwała już przed Soborem. O ekspertyzę poproszony został Tomasz z Akwinu. Napisał w tym celu traktat Sprostowanie błędów greckich (Contra errores Graecorum) i miał to zagadnienie przedstawić Ojcom soborowym. Nie uczynił tego, ponieważ zmarł w czasie podróży do Lyonu. W dziele przygotowanym na Sobór bronił zdolności Osoby Syna, wewnątrz Trójcy, do tchnienia Ducha Świętego. Na poparcie tej prawdy cytował Atanazego Wielkiego Listy do Serapiona oraz Cyryla Aleksandryjskiego Sermo ad Theodosium imperatorem. Cyryl pisał na temat pochodzenia Ducha od Syna, że Syn wydaje (producit) i tchnie Ducha:

Także Cyryl mówi w traktacie Kazanie do cesarza Teodozjusza: Zbawiciel sam z siebie wydaje Ducha i tchnie, tak jak i sam Ojciec.

Akwinata zwraca też uwagę, że semi-ariański błąd macedonianizmu - nauki Macedoniusza, na który odpowiedzią był Symbol konstantynopolitański, polegał właśnie na tym, że poprzez nieuznanie boskości Ducha Świętego zaciemniał on prawdę o boskości Chrystusa:

Ponieważ Macedoniusz powiedział, że Duch Święty jest stworzeniem, odebrał Synowi władzę tchnienia (spirandi) Boskiej Osoby

Sobór wypowiedział się na ten temat w czasie swej drugiej sesji, 18 maja 1274 r., w konstytucji O Najwyższej Trójcy i o wierze katolickiej. Dokument ten potwierdza z jednej strony słuszność dodatku o Synu, z drugiej zaś wyjaśnia, że rozumienie jakoby chodziło o pochodzenie Ducha Świętego od Ojca i Syna, jako od dwóch niezależnych zasad, jest błędne. W czasie czwartej sesji, w obecności papieża odczytano symbol wiary cesarza bizantyjskiego Michała Paleologa, który też zgodził się podpisać Unię lyońską. Jego zabiegi o pojednanie i jakikolwiek dialog z Kościołem katolickim spotkał się jednak z odrzuceniem wśród wiernych w Bizancjum. Unia przetrwała siedem lat.

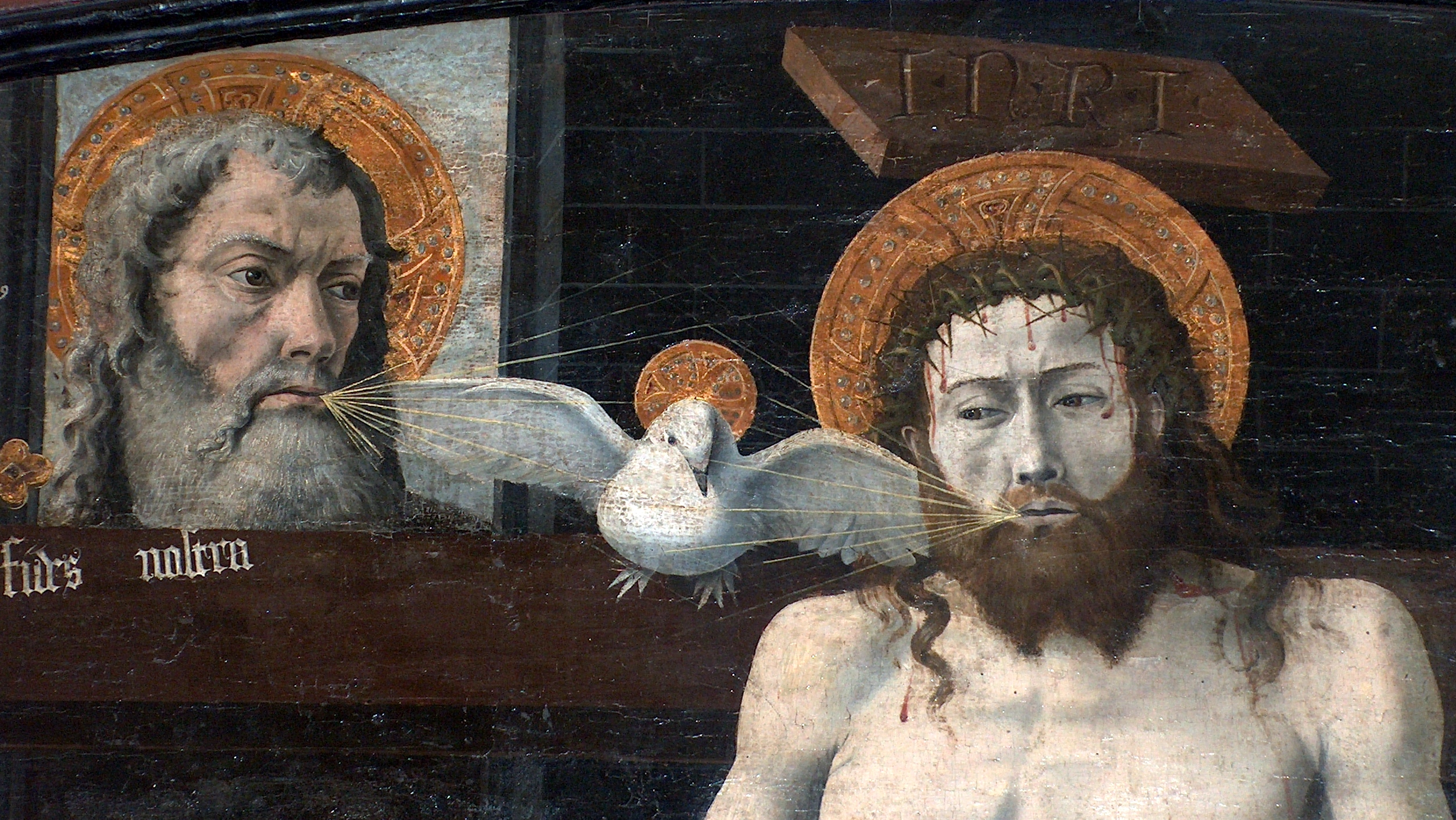
Symboliczny obraz Trójcy Świętej w perspektywie historii zbawienia. Ojciec ukazany jest antropomorficznie w postaci ludzkiej, Duch jako gołębica, Syn po Wcieleniu. Filioque dotyczy relacji Trójcy w Bogu, a więc rzeczywistości istniejącej jeszcze przed Wcieleniem. (Anonim, retabulum, XV w.).

Kolejnym soborem, który zajął się zagadnieniem Filioque był Sobór florencki (1439–1443). W Dekrecie o Grekach doprecyzowano orzeczenie Soboru lyońskiego:

Duch Święty pochodzi wiekuiście od Ojca i Syna, i swoją istotę (essentia) i swoje istnienie (esse subsistens) ma jednocześnie od Ojca i od Syna, i od Obydwu jakby od jednej zasady i jednego tchnienia (spiratio) pochodzi.

## Współcześnie
Współcześnie wielu teologów, w ślad za Yvesem Congarem sugeruje, że w nauczaniu Kościołów o pochodzeniu Ducha Świętego stawia się różne akcenty, ale zasadnicza treść ich wiary jest ta sama. Proponują oni ekumeniczne formuły wyznania wiary, w których Filioque jest interpretowane jako przez Syna. 

### Strona katolicka
Filioque stanowi do dziś dnia jeden z trudnych punktów w dialogu ekumenicznym Kościoła katolickiego z prawosławiem. Z tego powodu w ostatnich latach, w czasie niektórych celebracji Eucharystii papieże używają formuły wyznania nicejskiego w jego oryginalnym brzmieniu, bez dodatku Filioque.
Papieska Rada do spraw Popierania Jedności Chrześcijan oświadczyła, że rzeczywiście byłoby herezją, gdyby pochodzenie od Syna skojarzyć z greckim słowem ἐκπορεύεσθαι (ekporeuesthai) tekstu Symbolu konstantynopolitańskiego, nie jest zaś herezją, jeśli wyrazi się je łacińskim terminem procedere, którego greckim odpowiednikiem jest προϊέναι (proienai), którego używali także niektórzy Ojcowie greccy.
Na potwierdzenie pochodzenia Ducha Świętego od Ojca i Syna katolicy powołują się między innymi na fragmenty z Ewangelii św. Jana, 4:10-14, 7:37-39, 19:34, 20:22  i  Apokalipsy  22:1

I ukazał mi rzekę wody życia, lśniącą jak kryształ, wypływającą ((gr.) ekporeuomenon) z tronu Boga i Baranka. (Ap, 22:1)

### Strona prawosławna
Według J. Pelikana, byłego amerykańskiego luterańskiego teologa, który przyjął prawosławie, prawosławni teolodzy nie uznają Filioque jedynie w samej relacji w Trójcy. Refleksję o tajemnicy Trójcy dzielą oni na dwa działy: ekonomię - objawienie się Boga w historii, oraz teologię, czyli samą tajemnicę wewnętrzną Boga, objawianą przez ekonomię. Zgodnie z tym rozróżnieniem należy dostrzec dwa różne terminy: posłanie i pochodzenie. Patrząc pod względem ekonomii, w dniu Pięćdziesiątnicy Duch Święty został posłany przez Obydwu: zarówno Ojca, jak i Syna. Jednak patrząc teologicznie – w samym Bóstwie jedynie Ojciec jest zasadą i źródłem istnienia, z którego obydwaj: Syn i Duch Święty wiecznie pochodzą.
Jako uzasadnienie tego rozróżnienia na posłanie (ekonomia) i pochodzenie (teologia) prawosławni teologowie przytaczają fragment z Ewangelii św. Jana 15,26:

Gdy jednak przyjdzie Pocieszyciel, którego Ja wam poślę ((gr.) pempso) od Ojca, Duch Prawdy, który od Ojca pochodzi ((gr.) ekporeuetai), On będzie świadczył o Mnie.

Jak widzieliśmy wcześniej, argument ten wysuwał już w IX w. w swym dziele Mistagogia (13:338 AB; PG 102,279-392) patriarcha Konstantynopola Focjusz.

### Strona protestancka
Teologia reformacyjna, silnie zorientowana na naukę Augustyna, bez zastrzeżeń przyjęła Filioque, choć dostrzegano niewłaściwy sposób jej przyjęcia. Reformowany teolog François Turretin nie uważał poglądu Kościoła wschodniego za herezję, jednak uważał naukę Kościoła zachodniego za właściwszą.
Zdecydowanym obrońcą Filioque był Karl Barth. Dostrzegał on w nauce Kościoła wschodniego dwa błędy, formalny i materialny. Błąd formalny dotyczy prawosławnego poglądu na temat relacji Trójcy immanentnej i ekonomicznej. Zdaniem Bartha nie można powiedzieć nic na temat Boga samego w sobie poza jego objawieniem, a więc jego ekonomią. Po drugie wszelkie objawienie Boże ugruntowane jest w jego wiecznej naturze, Bóg nie objawia nic poza tym, kim w istocie jest – nie jest więc właściwy pogląd, że Duch Święty pochodzi zarówno od Ojca i Syna w ekonomii zbawienia, ale nie w Bożej istocie. Zdaniem Bartha werset J 15,26, przytaczany przez stronę prawosławną, nie może być interpretowany w oderwaniu od innych fragmentów Biblii, które nazywają Ducha Świętego Duchem Syna.
Błąd materialny, zdaniem Bartha, leży w oderwaniu kwestii pochodzenia Ducha Świętego od jego istoty jako więzi, relacji miłości wiążącej Ojca i Syna. Syn jest źródłem tej miłości w nie mniejszym stopniu, niż Ojciec. Działanie Ducha Świętego polega na włączeniu człowieka w tę wzajemną relację łączącą Ojca i Syna. Uważając Ojca za jedyne źródło Ducha, podważa się wzajemność tej relacji, a przez przeniesienie tej relacji wyłącznie w sferę ekonomii podważa się ugruntowanie jedności Trójcy, a także społeczności człowieka z Bogiem, w wiecznej istocie Boga. Barth dostrzega w nauce Kościoła wschodniego pozostałości subordynacjonizmu Orygenesa, a także skłonności do tryteizmu.
Krytykiem Filioque był natomiast Wolfhart Pannenberg. Jego zdaniem Duch pochodzi od Ojca i jest otrzymywany przez Syna.

### Filozofia analityczna
Spośród współczesnych chrześcijańskich filozofów analitycznych, problem Filioque podjął między innymi Richard Swinburne, który w książce The Christian God przedstawia argument a priori na rzecz pochodzenia Ducha Świętego od Ojca i Syna.